# Kiran Ashar
Kiran Pratapsinh Ashar (* 19. Juni 1947 in Bombay, Britisch-Indien; † 27. Mai 2017 in Mumbai, Indien) war ein indischer Cricketspieler.

## Leben
Kiran Ashar wurde am 19. Juni 1947, rund zwei Monate vor der Unabhängigkeit Indiens vom Vereinigten Königreich, in der Stadt Bombay in der damaligen Kronkolonie Britisch-Indien geboren. In den Jahren 1968 bis 1978 absolvierte der rechtshändige Wicket-Keeper sieben First-Class-Spiele für das Bombay Cricket Team, das die Hauptstadt Bombay in der heimischen Cricket-Meisterschaft repräsentierte. Seine erste Einberufung in die Auswahl hatte er im Irani Cup der Saison 1968/69, in der der Bombay als Titelträger der Ranji Trophy gegen die Auswahlmannschaft Rest of India im Brabourne Stadium von Bombay. Das Spiel endete für Ashar verletzungsbedingt, nachdem eine Hereingabe von Padmakar Shivalkar den spieleröffnenden Wicket-Keeper/Batsman Kiran Ashar in der Leistengegend traf, die es ihm unmöglich machte, an diesem Tag weiterzuspielen. Sein nächstes First-Class-Spiel folgte er im Semifinale der Ranji Trophy der Spielzeit 1976/77 gegen das Tamil Nadu Cricket Team im Wankhede Stadium. Hierbei glänzte er durch seine Fähigkeiten als Wicket-Keeper und steuerte 86 Punkte bei, als er die Innings für seinen Kapitän Sunil Gavaskar öffnete. Ashar, der neben dem Bombay Cricket Team unter anderem auch für das West Zone Cricket Team in Erscheinung trat, absolvierte danach auch das Finale der Ranji Trophy 1976/77, das Bombay gegen Delhi gewinnen konnte. Zusammen mit Gavaskar kam Ashar auch beim Associated Cement Company Cricket Team, das von den Associated Cement Companies gesponsert wurde, zum Einsatz und spielte an dessen Seite später auch beim Nirlon Cricket Team. Gavaskar war es auch, der Ashar dazu zu überreden versuchte, auf lokaler Ebene weiterzuspielen. Nach seiner Karriere betätigte Ashkar sich als Jugendtrainer. Am 27. Mai 2017 starb Ashar, etwa drei Wochen vor seinem 70. Geburtstag, im Jaslok Hospital in seiner Geburtsstadt, die mittlerweile den Namen Mumbai trug.